# Ma vie ma gueule
Pour plus de détails, voir Fiche technique et Distribution.
Ma vie ma gueule est un film français réalisé par Sophie Fillières sorti en 2024.
Il est présenté pour la première fois en ouverture de la Quinzaine des cinéastes lors du Festival de Cannes 2024, soit après la mort de sa réalisatrice, survenue le 31 juillet 2023,.

## Synopsis
Barberie Bichette dite « Barbie » a 55 ans, est divorcée, a des relations difficiles avec ses enfants, Rose et Junior, se parle dans la glace, se demande si elle est encore désirable, s'interroge et interroge les autres sur sa mort. Elle multiplie les actes en apparence incohérents, les raconte à son psy, tout en lui posant des questions incongrues, et provoque autour d’elle l’amusement ou la consternation selon les cas. Après une rencontre qui la perturbe profondément, elle passe par la case « hôpital psychiatrique », avant de partir en voyage en Grande-Bretagne.

## Fiche technique
Sauf indication contraire, les informations mentionnées dans cette section peuvent être confirmées par les bases de données cinématographiques IMDb et Allociné,  présentes dans la section « Liens externes ».
- Titre : Ma vie ma gueule
- Titre anglais international : This Life of Mine
- Réalisation : Sophie Fillières
- Scénario : Sophie Fillières
- Musique : Philippe Katerine
- Photographie : Emmanuelle Collinot
- Montage : François Quiqueré
- Son :
  - Prise de son : Damien Luquet
  - Montage son : Sébastien Noiré
  - Mixage : Jean-Pierre Laforce
- Costumes : Élise Vilain-Gosselin
- Décors : David Faivre et Camille Arthuis
- Production : Julie Salvador
- Société de production : Christmas in July, en association avec Jour2fête et The Party Film Sales, et le soutien du CNC et de la région Île-de-France
- Société de distribution : Jour2fête (France)
- Pays de production :  France
- Langue originale : français
- Format : couleur - 1,85:1
- Genre : comédie dramatique
- Durée : 99 minutes
- Dates de sortie :
  - France : 15 mai 2024 (Festival de Cannes), 18 septembre 2024 (sortie nationale)

## Distribution
- Agnès Jaoui : Barberie Bichette, dite « Barbie »
- Angelina Woreth : Rose, la fille de Barbie
- Édouard Sulpice : Junior, le fils de Barbie
- Valérie Donzelli : la sœur de Barbie
- Philippe Katerine : lui-même
- Laurent Capelluto : Bertrand Blanc
- Maxence Tual : le Dr Boulin
- Emmanuel Salinger : le Dr Radjabov
- Marc Strauss : le psychanalyste
- Laure-Lucile Simon : Béatrix, la créatrice
- Pascale Bodet : la femme aux paquets dans le bus
- Pierre Moure : l'homme à la touillette
- Garance Clavel : la professeure de poterie
- Isabelle Candelier : l'amie au téléphone (voix)

## Production
Le tournage débute au printemps 2023. Sophie Fillières meurt peu de temps après le tournage, le 31 juillet, à 58 ans. Elle demande à ses enfants, Agathe et Adam Bonitzer, de superviser la finalisation du film avec ses collaborateurs les plus proches.

## Distinctions

### Récompense
- Festival de Cannes 2024 : Prix SACD

### Sélection
- Festival de Cannes 2024 : Quinzaine des cinéastes